# Chris Sabo
Pour les articles homonymes, voir Sabo.
Christopher Andrew Sabo (né le 19 janvier 1962 à Détroit, Michigan, États-Unis) est un ancien joueur de troisième but au baseball ayant joué dans les Ligues majeures de 1988 à 1996, notamment pour les Reds de Cincinnati.
Recrue de l'année en 1988 dans la Ligue nationale, il a été sélectionné trois fois pour le match des étoiles et fait partie d'une équipe championne de la Série mondiale.

## Carrière
Chris Sabo est drafté par les Expos de Montréal en 1980 mais choisit de ne pas signer avec l'équipe pour plutôt poursuivre des études à l'Université du Michigan. En juin 1986, il est sélectionné à nouveau, cette fois par les Reds de Cincinnati, qui en font un choix de deuxième ronde et le mettent sous contrat.
À la suite d'une lente progression dans les ligues mineures, Sabo arrive à Cincinnati en 1988 et dispute son premier match dans les grandes ligues le 4 avril. En 137 parties à sa saison recrue, il maintient une moyenne au bâton de ,271 avec 146 coups sûrs et 44 points produits. Il impressionne par son agressivité sur les sentiers, volant 46 buts en 60 tentatives. Il remporte le titre de recrue de l'année dans la Ligue nationale de baseball pour la saison 1988.
Sabo devient aussi un visage facilement identifiable par les partisans des Reds en raison des lunettes protectrices, semblables à des lunettes de piscine, qu'il porte en tout temps sur le terrain. Il est surnommé « Spuds » par son manager, Pete Rose, qui lui trouve une ressemblance avec Spuds MacKenzie (en), un bull terrier qui est la vedette à cette époque des publicités de bière Bud Light aux États-Unis.
Après une année 1989 sans histoire, Sabo refait surface en 1990, frappant 25 coups de circuit, produisant 71 points et volant 25 buts. Il contribue aux succès des Reds, champions de la Série mondiale 1990. Il frappe pour ,368 en éliminatoires, incluant une moyenne au bâton de ,563 et 9 coups sûrs en série finale contre Oakland.
En 1991, Sabo connaît une autre excellente année, affichant sa meilleure moyenne au bâton (,301) et ses plus hauts totaux de circuits (26) et de points produits (88).
Chris Sabo est sélectionné au match des étoiles du baseball majeur en 1988, 1990 et 1991.
Les blessures nuisent considérablement à sa production offensive et à sa récolte de buts volés durant la seconde partie de sa carrière. Il ne joue que 147 parties au cours de ses 3 dernières saisons. Il quitte Cincinnati après la saison 1993 et s'aligne avec les Orioles de Baltimore (1994), les White Sox de Chicago (1995) et les Cardinals de Saint-Louis (1995) avant de revenir avec les Reds pour une cinquantaine de parties en 1996.
À sa dernière année dans la ligue, il fut suspendu pour 7 parties après que du liège fut trouvé dans son bâton, ce qui le rendait illégal (car plus léger). Sabo soutint qu'il avait emprunté le bâton à un coéquipier (qu'il ne dénonça jamais) et indiqua que sa faible moyenne offensive prouvait qu'il n'utilisait pas de bâtons illégaux.
En 911 matchs répartis sur 9 saisons dans les majeures, Chris Sabo a frappé dans une moyenne au bâton de ,268. Il a réussi 898 coups sûrs, dont 116 circuits, en plus de totaliser 426 points produits, 494 points marqués et 120 buts volés.

## Après-carrière
Chris Sabo était en 2009 l'instructeur des frappeurs des Dragons de Dayton, une équipe de classe A de la Ligue Midwest affiliée aux Reds de Cincinnati.
Sabo est intronisé au Temple de la renommée des Reds le 17 juillet 2010 lors d'une cérémonie spéciale précédant un match au Great American Ball Park de Cincinnati,.